# 仁科仁美
仁科 仁美（にしな ひとみ、1984年11月1日 - ）は、日本のタレント、モデル。本名同じ。
京都府京都市西京区出身。アービングに所属していたが、2014年12月31日付で退社。父親は俳優の松方弘樹(2017年没)・母親は女優の仁科亜季子・兄は俳優の仁科克基で、芸能一家の出身者としても知られる。両親は1998年12月に離婚。母親の元で育った。

## 人物
芦屋大学付属高等学校（兵庫県）卒業。特技と趣味は、スカッシュと水泳、日本舞踊。
デビュー以前から芸能マスコミの間で「松方弘樹の娘は相当な美人」と噂され、中学生時代には写真週刊誌に素顔が掲載された。2002年（平成14年）、ロッテのCMへの出演で芸能界デビューし、その後はテレビ番組『王様のブランチ』でのリポーターも務めた。また、キャンペーンガールとして、2004年（平成16年）には「JOMOイメージガール」、翌年には「トリンプ・イメージガール」に選ばれた。さらに、2008年（平成20年）に母・仁科亜季子と共演した映画『ヒカリサス海、ボクノ船』ではヌードを披露した。
2011年（平成23年）3月に発生した東日本大震災直後、母親と共演したACジャパンの差し替えCM（後述）が大量に流れ視聴者から「時期的にそぐわない」「しつこい」などの抗議が殺到し、注目される。自身のブログにて「自分ではどうしようもなく困惑している」「とても複雑な心境」と、母と連名でのコメントを発表した。
私生活においては2015年1月1日、一般人男性と結婚秒読みと報じられ（同時に前年末付でのアービング退社も報じられた）、同年2月21日、第1子を妊娠していると報じられた。6月9日、第1子男児を出産。子供の父親の男性とは結婚していないが、同居はしており、子供を協力し、育てていくとしている。

### 親族
- 父：松方弘樹 - 俳優
- 母：仁科亜季子 - 女優
- 兄：仁科克基 - 俳優
- 異母兄：目黒大樹 - 俳優
- 異母弟：十枝真沙史 - 俳優

#### 父方親族
- 祖父：近衛十四郎 - 俳優
- 祖母：水川八重子 - 女優
- 叔父：目黒祐樹 - 俳優
- 従姉：近衛はな - 女優（目黒祐樹と江夏夕子の娘）

#### 母方親族
- 祖父：十代目岩井半四郎 - 歌舞伎俳優
- 祖母：月城彰子 - 元女優
- 伯母：岩井友見 - 女優
- 叔母：仁科幸子 - 女優

## 出演

### テレビ番組
- 王様のブランチ（2005年5月7日 - 2006年3月25日、TBS系列）
- サンデージャポン（2011年5月 - 2014年12月、TBS系列） - 準レギュラー

ほか

### インターネット放送
- 加織と仁美のNowな事情!!（2011年10月4日 - 12月、インターネット放送局）※生放送、加織と共に出演）

### テレビドラマ
- 大忠臣蔵（1994年1月1日、TBS） - 大石くう 役
- 名奉行 遠山の金さん 第6シリーズ 第3話「遠山桜と御落胤」（1994年6月30日、テレビ朝日 / 東映） - お光 役
- 御宿かわせみ 第二章 第16話「源三郎祝言」（2004年7月23日、NHK総合）
- 水戸黄門（TBS）
  - 第34部 第16話「お転婆ふたり恋の港町・酒田」（2005年5月9日） - 茜 役
  - 第40部 第18話「鬼の継母と意地悪姉妹・大垣」（2009年12月7日） - おみつ 役
- 着信アリ（2005年10月14日 - 12月16日、テレビ朝日） - 美輪レイナ 役
- マイ☆ボス マイ☆ヒーロー 第8話（2006年9月2日、日本テレビ） - 桜小路瞳 役
- 新・警視庁捜査一課9係　season3 第2話（2011年7月13日、テレビ朝日） - 椎名綾香 役
- 月曜ゴールデン「警視庁南平班〜七人の刑事〜5」（2012年7月2日、TBS） - 向山エリカ 役
- 土曜ワイド劇場「京都南署鑑識ファイル7」（2012年7月28日、テレビ朝日） - 高岡マリ 役

### 映画
- ヒカリサス海、ボクノ船 (2008年) 映画初出演・初主演

### 舞台
- 新宿駅〜恋のカーニバル〜（2009年3月、全労済ホールスペース・ゼロ）
- DUMP SHOW!（2011年7月16日 - 31日、サンシャイン劇場 / 8月10日 - 14日、サンケイホールブリーゼ） - 綾香 役
- 喜劇「女房は幽霊」（2011年9月6日 - 25日、京都四條南座）

### CM
- ロッテ「クルム」 (チョコレート菓子)
- JOMO
- ACジャパン「大切なあなたへ」（2010年）

母と共演、「子宮頸がん、乳がん、定期的に検診を…」と訴える。